# Straufhain
Straufhain is een gemeente in de Duitse deelstaat Thüringen, en maakt deel uit van de Landkreis Hildburghausen. Samen met zeven andere gemeenten vormt Straufhain de Verwaltungsgemeinschaft Heldburger Unterland.
Straufhain telt 2.691 inwoners.

## Geboren
- Theresia van Saksen-Hildburghausen (1792-1854), echtgenote van de Beierse koning Lodewijk I

Steden: Bad Colberg-Heldburg · Eisfeld · Hildburghausen · Römhild · Schleusingen · Themar · Ummerstadt

Verwaltungsgemeinschaften: Feldstein · Heldburger Unterland

Overige gemeenten: Ahlstädt · Auengrund · Beinerstadt · Bischofrod · Brünn/Thür. · Dingsleben · Ehrenberg · Eichenberg · Gompertshausen · Grimmelshausen · Grub · Hellingen · Henfstädt · Kloster Veßra · Lengfeld · Marisfeld · Masserberg · Oberstadt · Reurieth · Schlechtsart · Schleusegrund · Schmeheim · Schweickershausen · St. Bernhard · Straufhain · Veilsdorf · Westhausen